# زينب طبيبة بني أود
زيْنَب طَبيبة بَني أوْد هي طبيبةٌ عربيةٌ من بني أود، كانت قد اشتهرت في أواخر عهد الدولة الأموية، وتُعد من رواد طب العيون في الحضارة العربية والإسلامية. تُذكرها المصادر أيضًا تحت اسم زينب الأوَدية أو زينب الشامية أو طَبيبة بَني أوْد. تُوصف بأنها «خبيرةٌ بالعلاج ومداواة آلام العين والجراحات». كما يُذكر بأنها أولُ طبيبةٍ اشتهرت في صدر الإسلام، وأول طبيبةٍ اشتهرت في الجراحة في الإسلام.
يذكرُ كتاب «رواد علم الطب في الحضارة العربية والإسلامية» بأنَّ طبيبة بني أود «هي زينب طبيبة بني أود تعتبر بحق من أعظم نساء بني أود، للأسف الشديد لا نعرف شيئاً عن نشأتها ولا عن تاريخ وفاتها، ولكن الثابت أنها عاشت في أواخر عهد دولة بني أمية، فقد عرفت باسم زينب الشامية طبيبة نساء خلفاء بني أمية، اشتهرت بين معاصريها في علاجاتها الناجحة في ميدان طب العيون، كما أن لها دورة مرموقة في الجراحة العامة فهي بجميع المقاييس من رواد طب العيون في الحضارة العربية والإسلامية».
ورد في كتاب عيون الأنباء في طبقات الأطباء لابن أبي أصيبعة بأنَّ زيْنب «كانت عارفةً بالأعمال الطبية، خبيرة بالعلاج ومداواة آلام العين والجراحات، مشهورة بين العرب بذلك، قال أبو الفرج الأصفهاني في كتاب الأغاني الكبير أخبرنا محمد بن خلف المرزبان قال، حدثني حماد بن إسحاق عن أبيه عن كناسة عن أبيه عن جده قال أتيت امرأة من بني أود لتكحلني من رمدٍ كان قد أصابني فكحلتني، ثم قالت اضطجع قليلاً حتى يدور الدواء في عينيك، فاضطجعت ثم تمثلت قول الشاعر: "أمخترمي ريب المنون ولم أزر طبيب *** بني أود على النأي زينبا". فضحكت ثم قالت أتدري فيمن قيل هذا الشعر؟ قلت لا قالت فيَّ واللَّه قيل، وأنا زينب التي عناها، وأنا طبيبة بني أود، افتدري من الشاعر؟ قلت لا قالت عمك أبو سماك الأسدي».
يردُ في الموسوعة العربية الميسرة بأنَّ «زينب: امرأة عربية من بني أود. اشتهرت في أواخر عهد الأمويين بحذقها أعمال الطب والجراحة وخبرتها بمداواة أمراض العين». تذكرها الدكتورة سعاد ماهر «وفي أواخر الدولة الأموية اشتهرت الطبيبة (زينب) من بني (أود) الخبيرة بأمراض وجراحة العين». كما ذكرها كتاب «أعلام النساء في عالمي العرب والإسلام» لعمر رضا كحالة «زينب طبيبة بني أود: كانت عارفة بالأعمال الطبية خبيرة بالعلاج ومداواة آلام العين والجراحات المشهورة بين العرب».